# پائولو سگانتی
پائولو سگانتی (انگلیسی: Paolo Seganti؛ زادهٔ ۲۰ مه ۱۹۶۵) بازیگر اهل ایتالیا است. 
از فیلم‌ها یا برنامه‌های تلویزیونی که وی در آن نقش داشته است، می‌توان به محرمانه لس‌آنجلس، زاده برای مرگ، چای با موسولینی، هنوز نفس می‌کشم و کارنرا: کوه متحرک اشاره کرد.